# Велика Круча
Вели́ка Кру́ча — село в Україні, у Пирятинській міській громаді Лубенському районі Полтавської області. Населення становить 1886 осіб. До 2020 року орган місцевого самоврядування — Великокручанська сільська рада.

## Географія
Село Велика Круча розташоване за 182 км від обласного центру, 39 км від районного центру та за 8 км від міста Пирятин, на правому березі річки Удай, нижче за течією на відстані 1 км розташоване село Повстин, на протилежному березі — село Дейманівка. Річка в цьому місці звивиста, утворює лимани, стариці та заболочені озера. Поруч із селом пролягає автошлях міжнародного значення  М03. Біля села розташований Великокручанський заказник.

## Історія
Село засноване наприкінці XVII століття. Назва походить від місця розташування — на високому (великому) правому березі річки Удай.
"У селі існувала Велико Кручанська приходська Іоанно-Богословська церква. За інформацією з письмових витоків, у 1760 р. у селі було 28 дворів..., у 1862 - 90 дворів. 
12 червня 2020 року, відповідно до розпорядження Кабінету Міністрів України № 721-р «Про визначення адміністративних центрів та затвердження територій територіальних громад Полтавської області», село увійшло до складу Пирятинської міської громади.
19 липня 2020 року в результаті адміністративно-територіальної реформи та ліквідації Питятинського району село увійшло до складу новоутвореного Лубенського району.

## Населення
За переписом УРСР 1989 року чисельність наявного населення села становила 2619 осіб, з яких 1245 чоловіків та 1374 жінки.
За переписом населення України 2001 року в селі мешкала 1861 особа.

### Мова
Розподіл населення за рідною мовою за даними перепису 2001 року:
| Мова       | Відсоток |
| ---------- | -------- |
| українська | 87,59 %  |
| російська  | 11,56 %  |
| вірменська | 0,32 %   |
| білоруська | 0,11 %   |
| болгарська | 0,05 %   |
| польська   | 0,05 %   |
| інші       | 0,32 %   |

## Економіка
- «Велика Круча», комплекс відпочинку (готель, ресторан).
- ВАТ «Велика Круча».
- Хлібокомбінат Пирятинської районної спілки споживчих товариств.

## Об'єкт соціальної сфери
- Середня загальноосвітня школа
- Дитячий садок.

## Відомі люди
- Микола Боголюбов — математик, фізик-теоретик, основоположник наукових шкіл із нелінійної системи та теоретичної фізики. У 1919—1921 роках Микола Боголюбов навчався у Великокручанській семирічній школі — був єдиний навчальний заклад, який він закінчив. У 2009 році в центрі села було встановлено пам'ятник вченому.
- Бугай Олександр Іванович — український геодезист, літератор.
- Головня Андрій Михайлович (нар. 2003) — молодший сержант Збройних сил України, учасник російсько-української війни, Герой України (2024). Уродженець села.
- Джохар Дудаєв — чеченський військовий, державний та політичний діяч, лідер чеченського визвольного руху у 1990-х роках, перший президент Чеченської Республіки Ічкерія. Мешкав у селі Велика Круча під час проходження військової служби на місцевій авіабазі, до того як був переведений командувати Полтавською авіадивізією.
- Єфімов Олександр Володимирович — український композитор, телеведучий.
- Наріжний Сергій Станіславович (1974—2023) — солдат Збройних сил України, учасник російсько-української війни, Герой України (2024, посмертно).
- Стороженко Микола Володимирович — історик, публіцист, педагог, громадський діяч.
- Таранець Станіслав Олексійович (1979—2014) — капітан Збройних сил України, учасник російсько-української війни[7].